# Б-440
Б-440 — дизель-электрическая подводная лодка ВМФ СССР и России проекта 641, служившая в составе Северного флота в 1970—1999 годах. С 2005 года установлена в Вытегре в качестве подводной лодки-музея.

## История
Заложена 1 июня 1970 года на Ново-Адмиралтейском заводе в Ленинграде. Спущена на воду 16 сентября 1970 года.
16 января 1971 года после сдаточных испытаний вошла в состав 211-й бригады подводных лодок 4-й эскадры подводных лодок Северного флота СССР. В 1971—1972, 1973—1974, 1977 и в 1983 годах выполняла боевые задачи в Средиземном море, в 1982 в Баренцевом и Норвежском морях, в 1984 в Северо-Восточной Атлантике.
В январе-июле 1988 года осуществляла групповой поиск подводных лодок ВМС НАТО совместно с Б-396 «Новосибирский комсомолец» и Б-401 «Новосибирск». 12 августа 1989 года на глубине 80 м Б-440 попала в трал норвежского рыболовецкого траулера «Орион» к юго-востоку от острова Медвежий. Сеть была снята силами личного состава судна, позднее лодка ушла в подводное положение, при переговорах голосом капитан национальную принадлежность скрыл. Основными причинами происшествия признаны безграмотное маневрирование и неоправданное сближение с целями.
В 1990—1995 гг. проходила капитальный ремонт на Кронштадтском морском заводе. В 1994 году переведена в состав Балтийского флота и зачислена в состав 25-й бригады подводных лодок 4-й дивизии учебных кораблей. В 1998 году исключена из состава флота и передана для утилизации.
В 2003 году было принято решение установить подлодку в качестве музея г. Вытегры. В 2003 году началось переоборудование в музей на Кронштадтском морском заводе, что было завершено в 2005 году. Большая часть отсеков сохранена полностью, остальная часть использована для экспозиции музея. В Вытегорском заливе были произведены дноуглубительные работы, после чего Б-440 ошвартовалась у береговой черты по адресу город Вытегра, улица Комсомольская, 15. В Вытегру подводная лодка была доставлена по акватории Ладожского и Онежского озёр. 10 декабря 2005 года подводная лодка была открыта для посещения, командиром корабля-музея стал ветеран Тихоокеанского флота капитан 3-го ранга Валерий Hазаренко.